# Burbach (Langenfeld)
Burbach ist ein Wohnplatz der im Kreis Mettmann gelegenen Stadt Langenfeld (Rheinland). Ein kleiner Teil des Ortes östlich der Landesstraße 288 gehört zu Solingen-Ohligs.

## Lage und Beschreibung
Der Ort befindet sich im Stadtteil Wiescheid am äußersten östlichen Rand des Langenfelder Stadtgebietes. Durch den Ort verläuft die Landesstraße 288 (Ohligser Straße / Bonner Straße), die die Stadtgrenze zu Solingen-Ohligs bildet. Entlang der Landesstraße befinden sich auf beiden Seiten der Stadtgrenze einige Gewerbe- und Industriebetriebe, während der westliche Bereich heute ein geschlossenes Wohngebiet ist, das mit anderen Ortslagen zum heutigen Langenfelder Stadtteil Wiescheid zusammengewachsen ist. Burbach liegt an dem namensgebenden Bach Burbach, der in Solingen-Aufderhöhe entspringt, dann weiter über Wiescheid und Richrath fließt, bevor er schließlich bei Düsseldorf-Hellerhof in den Galkhauser Bach mündet.
Benachbarte Orte sind bzw. waren (von Nord nach West): Ossenbruch, Thürmchen, Tränke, Höher Heide, Kesselsweiher, Josefstal, Landwehrhöhe, Landwehr, Kirschbaum, Wiescheid und Haus Graven.

## Geschichte
Burbach entstand ab dem 18. Jahrhundert in der Nähe des zwischen 1752 und 1754 ausgebauten Rheinwegs von Hitdorf nach Wald, der die Stadt Wald als Wirtschaftszentrum besser an die Rheinschiene anbinden sollte. Der sogenannte alte Rheinweg führte von Hitdorf über Landwehr, Broßhaus und Weyer nach Wald. Nachdem dieser Weg 1817/1818 am Gräfrather Central Anschluss an die Werdensche Kohlenstraße erhalten hatte, wurde er auf dem Abschnitt von Benrath über Hilden, Broßhaus, Weyer, Wald und Foche zur Benrath-Focher Staatsstraße. Der Abschnitt zwischen Broßhaus und Landwehr (über Burbach) wurde zur Landwehr-Broßhauser Straße, die ebenfalls zur Staatsstraße wurde (die heutige Ohligser Straße / Bonner Straße).
Die Topographische Aufnahme der Rheinlande von 1824 verzeichnet den Ort als Burbach. Die Preußische Uraufnahme von 1844 verzeichnet den heutigen Langenfelder Teilort als Burbach und den heutigen Solinger Teilort als Alte Tränke (im Gegensatz zur nördlich gelegenen Neuen Tränke, der heutigen Ortslage Tränke). Vermutlich befand sich in Burbach mithin ebenfalls eine Fuhrwerksraststätte mit angeschlossener Pferdetränke. In der Topographischen Karte des Regierungsbezirks Düsseldorf von 1871 ist der Ort erneut als Burbach verzeichnet.
Nach Gründung der Mairien und späteren Bürgermeistereien Anfang des 19. Jahrhunderts gehörte der westliche Teil des Ortes zur Bürgermeisterei Richrath (dort zur Honschaft Windscheid) und der östlich gelegene Teil zur Bürgermeisterei Höhscheid. 
Der Richrather Teilort wurde 1910 in die neu geschaffene Gemeinde Richrath-Reusrath integriert, die seit 1936 Langenfeld (Rheinland) heißt. Der Höhscheider Teilort wurde mit der Städtevereinigung zu Groß-Solingen im Jahre 1929 ein Ortsteil Solingens. Die Stadtgrenze zwischen beiden Orten bildet der Mittelstreifen der Landesstraße 288, die als Kuriosum auf beiden Seiten unterschiedliche Namen trägt. Bis 1935 hieß sie auf beiden Seiten Ohligser Straße, der Solinger Straßenname wurde 1935 in Bonner Straße geändert. Die Ortsbezeichnung Burbach ist bis heute im Langenfelder Stadtplan verzeichnet, auch eine Straße in diesem Wohngebiet, der Burbacher Weg, verweist auf den alten Ortsnamen. Für die Solinger Seite des Ortes ist die Ortsbezeichnung jedoch kaum noch gebräuchlich.